# 亞歷山大·特拉伊科夫斯基
亞歷山大·特拉伊科夫斯基(Aleksandar Trajkovski，1992年9月5日—）是北馬其頓足球運動員，司職前鋒，翼鋒，現効力於沙特職業足球聯賽球會艾費哈。

## 球會生涯
查高夫斯基年青時在錫曼達利卡55（FK Cementarnica 55）開始職業球員生涯，2010年5月，他曾到英超球會車路士參加試訓，在U-19阿姆斯特丹盃中對保地花高的比賽中攻入致勝一球，協助球隊進入準決賽。
他於2010年夏天與國際沙柏列斯簽約。賽季後半段的出色表現引起了克羅地亞勁旅薩格勒布戴拿模的興趣，但查高夫斯基表示他對轉會不感興趣。在賽季結束後，比利時球隊安德列治有興趣購買查高夫斯基，但他們提出的500,000歐元的轉會費被拒絕 。最終國際沙柏列斯接受了比利時球隊華雷根的110萬歐元報價正式轉會。

## 外部連結
- 亞歷山大·特拉伊科夫斯基在 National-Football-Teams.com 上的出场纪录
- Profile at Macedonian Football （页面存档备份，存于） （英語）
- Soccerway資料庫：亞歷山大·特拉伊科夫斯基
- LaLiga Profile （页面存档备份，存于）